# I Miss You (canção de Darren Hayes)
"I Miss You" foi o terceiro single do álbum Spin do cantor australiano Darren Hayes, lançado em 2002.

## Composição
Escrita pelo próprio Darren, a letra da música fala sobre como o protagonista se sente quando a pessoa que ama está distante. Os versos iniciam-se sempre com a indagação "Gimme a reason" ("Dê-me um motivo", em português).

## Lançamento
A canção foi lançada no final do ano de 2002 e atingiu o Top 20 do UK Singles Chart, a parada oficial do Reino Unido, sendo um dos maiores êxitos solos do cantor.
Posteriormente, em 2003, o single também foi lançado na Austrália, onde a faixa "Crush (1980 Me)" havia sido a terceira música de trabalho do álbum.

## CD Single
- Austrália

1. "I Miss You" (Dallas Austin Mix) – 3:28
2. "I Miss You" (Album Version) (Radio Mix) – 3:31
3. "Crush (1980 Me)" (Crush on Holiday Remix) – 4:24
4. "Where You Want To Be" (Original Demo Recording) – 6:21

- Reino Unido CD 1

1. "I Miss You" (Radio Edit) – 3:30
2. "Strange Relationship" (F3 Remix) – 3:50
3. "In Your Eyes" – 4:47

- Reino Unido CD 2

1. "I Miss You" (Album Version) – 5:31
2. "Where You Want To Be" (Original Demo Recording) – 6:12
3. "I Miss You" (Instrumental) – 3:31

## Paradas musicais
| Parada semanal                 | Posição |
| ------------------------------ | ------- |
| Austrália (ARIA)               | 25      |
| Reino Unido (UK Singles Chart) | 20      |
| Suécia (Sverigetopplistan)     | 28      |